# Erlenbach (Elmstein)
Erlenbach ist ein Ortsteil der im rheinland-pfälzischen Landkreis Bad Dürkheim gelegenen Ortsgemeinde Elmstein. Zuvor war er bis Ende 1975 war er Bestandteil der Gemeinde Wilgartswiesen gewesen.

## Lage
Der verhältnismäßig kleine Ort liegt auf 350 Meter über Normalnull. Er befindet sich etwa sechs Kilometer südwestlich der Kerngemeinde mitten in der Frankenweide, wie der mittlere Teil des  Pfälzerwaldes genannt wird, unmittelbar an der Gemarkungsgrenze zu Wilgartswiesen. Er liegt am namensgebenden Erlenbach, dem Hauptquellbach des Speyerbachs. Der Ort ist von Waldflächen umgeben. Einen Kilometer nordöstlich mündet der Schüllermannsbrunnenbach von rechts in den Erlenbach. Nordwestlich erstreckt sich das insgesamt 498 Meter hohe Speyerbrunner Eck. Nächstgelegene Ortschaften sind die ebenfalls zu Elmstein gehörenden Annexen Speyerbrunn und Schwarzbach sowie der zu Trippstadt gehörende Weiler Johanniskreuz und der  Wilgartswieser Ortsteil Hofstätten.

## Geschichte
An der Stelle des Ortes befand sich einst die sogenannte Hexlerhütte; dabei handelte es sich um ein Gehöft, das wahrscheinlich von einem Jakob Hexemer bewohnt wurde. Aus diesem entwickelte sich die heutige Ortschaft Erlenbach; anfangs fungierte sie als Waldarbeitersiedlung und wurde erstmals 1788 erwähnt.
Nach einem amtlichen Ortschaftenverzeichnis für den Freistaat Bayern aus dem Jahr 1928 lebten im Weiler Erlenbach, seinerzeit zur Landgemeinde Wilgartswiesen-Hofstätten im bayerischen Regierungsbezirk Pfalz und zum Bezirksamt Bergzabern gehörend, insgesamt 48 Einwohner in acht Wohngebäuden. Sowohl die Katholiken wie auch die Protestanten gehörten zu Elmstein, die nächste Schule war in Speyerbrunn.
Nach dem Zweiten Weltkrieg wurde Erlenbach Teil des damals neu gebildeten Landes Rheinland-Pfalz. Im Rahmen der ersten rheinland-pfälzischen Verwaltungsreform wechselte 1969 er als Bestandteil der inzwischen Wilgartswiesen heißenden Gemeinde vom aufgelösten Landkreis Bergzabern in den Landkreis Pirmasens. Im Zuge einer Flurbereinigung zum 1. Januar 1976 wurde Erlenbach zusammen mit den benachbarten Orten Schwarzbach und Speyerbrunn Elmstein zugeschlagen. Damit einhergehend fand ein erneuter Kreiswechsel statt; seither liegt der Ort im Landkreis Bad Dürkheim.

## Kultur
Vor Ort befindet sich der Ritterstein 93, der auf die einstige Existenz der Hexlerhütte hinweist. Er ist in eine Mauer eingebettet, die sich am Fahrweg befindet.

## Infrastruktur
Erlenbach besteht ausschließlich aus wenigen Häusern. Durch den Ort führen die Kreisstraße 40, die den Ort mit Speyerbrunn verbindet sowie die Tour 5 des Mountainbikepark Pfälzerwald und die Nordroute des Pfälzer Jakobsweges. Zwei Kilometer westlich verläuft in Nord-Süd-Richtung die Bundesstraße 48. Vor Ort befinden sich außerdem ein Pumpwerk sowie ein Ferienhaus. Die nächstgelegene Bushaltestelle befindet sich in Speyerbrunn und trägt die Bezeichnung Speyerbrunn, Abzw. Erlenbach. Sie wird lediglich von Schulbussen der Relation Schwarzbach–Elmstein und von Bussen während der Sommersaison bedient.